# Hymedesmia lobichela
Hymedesmia lobichela är en svampdjursart som beskrevs av Topsent 1928. Hymedesmia lobichela ingår i släktet Hymedesmia och familjen Hymedesmiidae. Inga underarter finns listade i Catalogue of Life.